# マルセル・ドミンゴ
マルセル・ドミンゴ（Marcel Domingo,　1924年1月15日 - 2010年12月10日）は、フランス出身の元フランス代表の元サッカー選手。現役時代のポジションはGK。

## 人物
1924年1月15日、フランスのサラン・ド・ジロー出身。
外国人選手として初めてサモラ賞を受賞した。また、受賞2回は外国人選手最多である。
2010年12月10日、死去。86歳没。

## 所属クラブ
- 1944-1945  OGCニース
- 1945-1948  スタッド・フランセ
- 1948-1949  RCDエスパニョール
- 1949-1951  アトレティコ・マドリード
- 1951-1952  OGCニース
- 1952-1956  RCDエスパニョール
- 1956-1958  オリンピック・マルセイユ

## 指導者経歴
- 1958-1959  RCDエスパニョール
- 1959-1960  UDラス・パルマス
- 1962-1963  UEリェイダ
- 1966-1968  コルドバCF
- 1968-1969  グラナダCF
- 1969-1972  アトレティコ・マドリード
- 1972-1975  CDマラガ
- 1975-1976  エルチェCF
- 1976-1977  ブルゴスCF
- 1977-1979  バレンシアCF
- 1979-1980  アトレティコ・マドリード
- 1981-1982  OGCニース
- 1982-1983  レアル・ベティス
- 1983-1984  RCDマジョルカ
- 1984-1986  ニーム・オリンピック
- 1980s  ACアルル
- 1989  エルクレスCF

## タイトル
- アトレティコ・マドリード
  - サモラ賞 1949
- OGCニース
  - ディヴィジョン・アン 1952
  - クープ・ドゥ・フランス 1952
- RCDエスパニョール
  - サモラ賞 1953

## 脚註
1. ↑  Marcel Domingo, ancien goal de l'équipe de France de football, est mort La Provence 2010-12-13